# Rywocińska Przełęcz
Rywocińska Przełęcz (słow. Sedlo za Oštepmi, niem. Gantpass, Gantscharte, węg. Gánthágó, Gántcsorba) – przełęcz położona na wysokości ok. 1830 m n.p.m. znajdująca się w Zimnowodzkiej Grani w słowackich Tatrach Wysokich. Odgranicza ona Kościoły i Rywociny (Dziadowską Skałę na północnym zachodzie i Wielką Rywocińską Turnię na południowym wschodzie), jest najniżej położonym punktem między nimi. W północno-zachodniej grani Wielkiej Rywocińskiej Turni opadającej na Rywocińską Przełęcz znajdują się zęby skalne – Rywocińskie Czuby.
Na siodło Rywocińskiej Przełęczy nie prowadzą żadne znakowane szlaki turystyczne, dla taterników stanowi dogodny dostęp do grani Rywocin.

## Historia
Pierwsze wejścia turystyczne:
- Robert Townson, 16 sierpnia 1793 r. – wejście niepewne,
- József Déry i Johann Schmögner, 25 sierpnia 1901 r. – letnie,
- Gyula Hefty i Gyula Komarnicki, 8 grudnia 1911 r. – zimowe.